# Dr. Mario Online Rx
Dr. Mario Online Rx (Dr. MARIO & 細菌撲滅, Dokutā Mario ando Saikin Bokumetsu, "Dr. Mario & Bacteria Extermination"?, Dr. Mario & Germ Buster na Europa e Austrália, é um jogo de video game de puzzle estrelando Mario em sua nova aventura na série Dr. Mario. É um dos títulos de lançamento do WiiWare no Japão, Europa e Austrália.

## Jogabilidade
Como nos outros jogos de Dr. Mario, os jogadores devem manipular pílulas para destruir os vírus coloridos na área do jogo. Dr. Mario Online Rx ainda dispõe de uma versão do jogo do mini-game de  Brain Age 2 do Nintendo DS "Virus Buster/Germ Buster", o qual utiliza a funcionalidade do Wii Remote para mover pílulas, e agora com até quatro jogadores simultaniamente.
O título suporta a conexão com o serviço Nintendo Wi-Fi Connection, permitindo ao jogador competir pela internet. Os jogadores ainda podem utilizar seus Mii durante o jogo.

## Ligações Externas
- Site Oficial (em japonês)
- Página do jogo na Nintendo (em inglês)